# 70745 Алесерпієрі
70745 Алесерпієрі (70745 Aleserpieri) — астероїд головного поясу, відкритий 9 листопада 1999 року.
Тіссеранів параметр щодо Юпітера — 3,401.